# Fränkischer Dünenweg

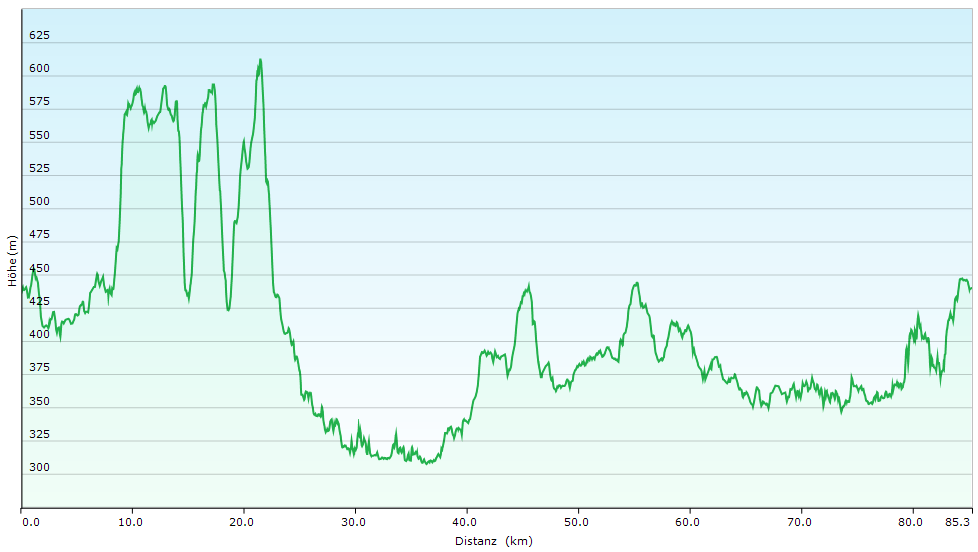
Das Höhenprofil, Start Altdorf in Richtung der Etappen

Der Fränkische Dünenweg (FAV 222) ist ein etwa 85 Kilometer langer Rundwanderweg im Landkreis Nürnberger Land.

## Wegverlauf
Altdorf bei Nürnberg (Bahnhof) – Röthenbach – Ernhofen  (Egelsee) – Albhochfläche nahe Klingenhof – Entenberg – Nonnenberg – Moritzberg – Haimendorf – Grüne Au – Himmelgarten – Röthenbach an der Pegnitz – Wetzendorf – Rückersdorf – Behringersdorf – Schwaig – Laufamholz – Hirschenkopf – Brunner Berg – Brunn – Ungelstetten – Moosbach – Feucht – Kugelhammer – Brückkanal – Gsteinach – Schwarzenbruck – Burgthann – Grünsberg – Prackenfels – Altdorf.
Der genaue Wegeverlauf ist einsehbar in OpenStreetMap als Fränkischer Dünenweg.

## Wegbeschreibung
Der Fränkische Dünenweg führt durch eine weniger bekannte aber einzigartige vom Sand geprägte Landschaft im Süden des Landkreises Nürnberger Land. Diese Landschaft wurde während der letzten beiden Eiszeiten geformt und ist heute fast überall bewaldet. Der Wanderweg verläuft in Teilen durch die Sandachse Franken und führt über Sanddünen, durch Fels- und Flusslandschaften. Ziel- und Ausgangspunkt ist Altdorf bei Nürnberg.

## Etappen
Nachfolgende Etappenempfehlung wendet sich an geübte Wanderer. Die Etappenorte sind auch mit öffentlichen Verkehrsmitteln des VGN erreichbar.

### Etappe 1
Altdorf – Weißenbrunn, Länge  etwa 14 Kilometer.
Altdorf – Röthenbach bei Altdorf – Flechten-Kiefernwald südlich von Leinburg – Egelsee bei Ernhofen – Buchenwald bei Weißenbrunn – Weißenbrunn
ÖPNV: S-Bahn-Station Altdorf (Linie S2) zur Bushaltestelle in Weißenbrunn (Linie 331)
Sehenswertes:
- Stadtkern von Altdorf
- Röthenbachklamm nahe Röthenbach bei Altdorf (Geotop)
- Flechten-Kiefernwälder südlich Leinburg
- Buchenwald auf der Albhochfläche bei Weißenbrunn
- Naturbad in Weißenbrunn

### Etappe 2
Weißenbrunn – Röthenbach a.d. Pegnitz, Länge etwa 17 Kilometer.
Weißenbrunn – Entenberg – Buchenberg – Nonnenberg – Gersdorf – Rheuter Berg – Moritzberg – Haimendorf – Grüne Au – Himmelgarten – Letten – Röthenbach a.d. Pegnitz
ÖPNV: Bushaltestelle Weißenbrunn (Linie 331) zur S-Bahn-Station Röthenbach a.d. Pegnitz (Linie S1)
Sehenswertes:
- Buchenwald auf der Albhochfläche bei Weißenbrunn
- Silbersandhöhlen rund um Weißenbrunn und Entenberg (z. B. Heidenloch)
- Moritzberg
- Räthschlucht des Himmelbaches nahe Letten

### Etappe 3
Röthenbach a.d. Pegnitz – Brunn, Länge etwa 19 Kilometer.
Röthenbach a.d. Pegnitz – Rückersdorf – Pegnitzgrund – Behringersdorf – Malmsbach – Laufamholz – Hirschenkopf – Brunner Berg – Brunn
ÖPNV: S-Bahn-Station Röthenbach a.d. Pegnitz (Linie S1) zur Bushaltestelle in Brunn (Linie 54).
Sehenswertes:
- Röthenbach a.d. Pegnitz (Conradtysiedlung)
- Pegnitztalgrund
- Schwaig mit Schloss Malmsbach und Schloss Schwaig

### Etappe 4
Brunn – Feucht, Länge etwa 18 Kilometer.
Brunn – Röthenbachtal – Ungelstetten – Kalter Brunnen – Rote Marter – Moosbach – Hubertusbrunnen – Feucht
ÖPNV: Bushaltestelle Brunn (Linie 54) bis zur S-Bahn-Station Feucht (Linien S2 und S3).
Sehenswertes:
- Röthenbachtal zwischen Brunn und Ungelstetten
- Gefütterter Graben bei Ungelstetten (Abstecher)
- Schichtquelle Kalter Brunnen
- Holzsäule Rote Marter und Steinkreuz bei Ungelstetten
- Hubertusbrunnen bei Moosbach
- Ortskern von Feucht.

### Etappe 5
Feucht – Altdorf, Länge etwa 22 Kilometer.
Feucht – Röthenbach bei Sankt Wolfgang – Ludwig-Donau-Main-Kanal mit Brückkanal – Schwarzachschlucht bei Schwarzenbruck – Ochenbruck – Affalterbach – Schwarzachtalwiesengrund – Burgthann – Grünsberg – Prackenfels – Altdorf
ÖPNV: S-Bahn-Station Feucht (Linien S2 und S3) bis zur S-Bahn-Station Altdorf (Linie S2)
Sehenswertes:
- Ortskern von Feucht, Zeidler- und Hermann-Oberth-Raumfahrt-Museum
- Jägersee
- Gauchsbach-Leitgraben nahe der A 73
- Brücke des Ludwig-Donau-Main-Kanal über den Gauchsbach
- Ortskern und Schloss Kugelhammer in Röthenbach bei Sankt Wolfgang
- Schwarzachschlucht bei Schwarzenbruck
- Petz'sche- und Faberschloss in Schwarzenbruck
- Burg Thann
- Wolfsschlucht nördlich von Wallersberg
- Sophienquelle von Grünsberg
- Schloss Grünsberg in Grünberg bei Altdorf
- Teufelshöhle bei Altdorf

## Wegmarkierung
Der gesamte Weg ist durchgehend gut markiert mit gelb-weißen Schildern.

## Auszeichnung
Der Weg wurde vom Fränkischen Albverein angelegt und am 23. September 2012 offiziell eröffnet. Er war von 2012 bis 2015 als Qualitätswanderweg zertifiziert. Zudem erhielten die 40 Meter hohen Sanddünen im Nürnberger Reichswald bei Altdorf 2016 den Titel "Gestein des Jahres 2016".

## Galerie

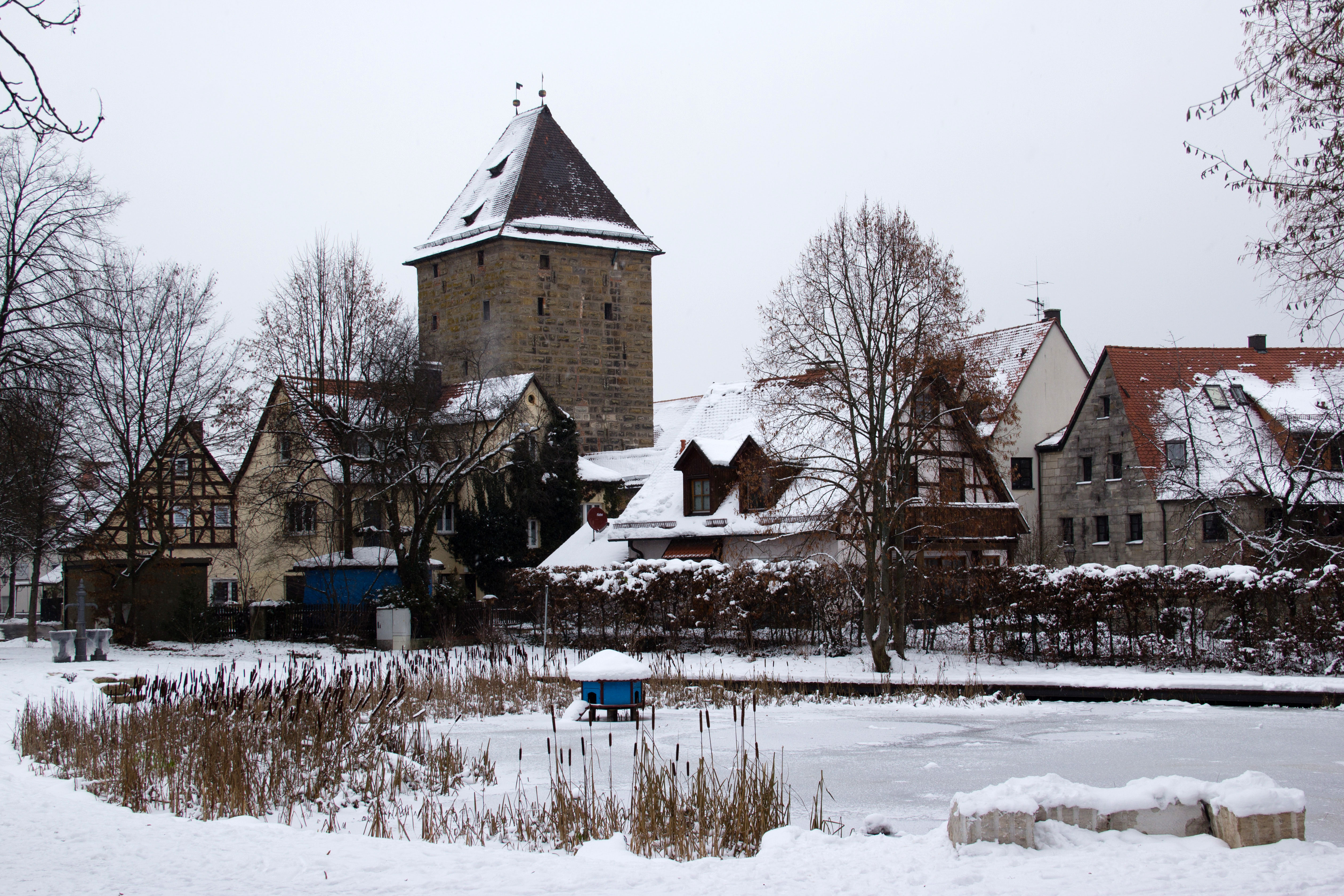
Altdorf, Oberes Tor im Winter
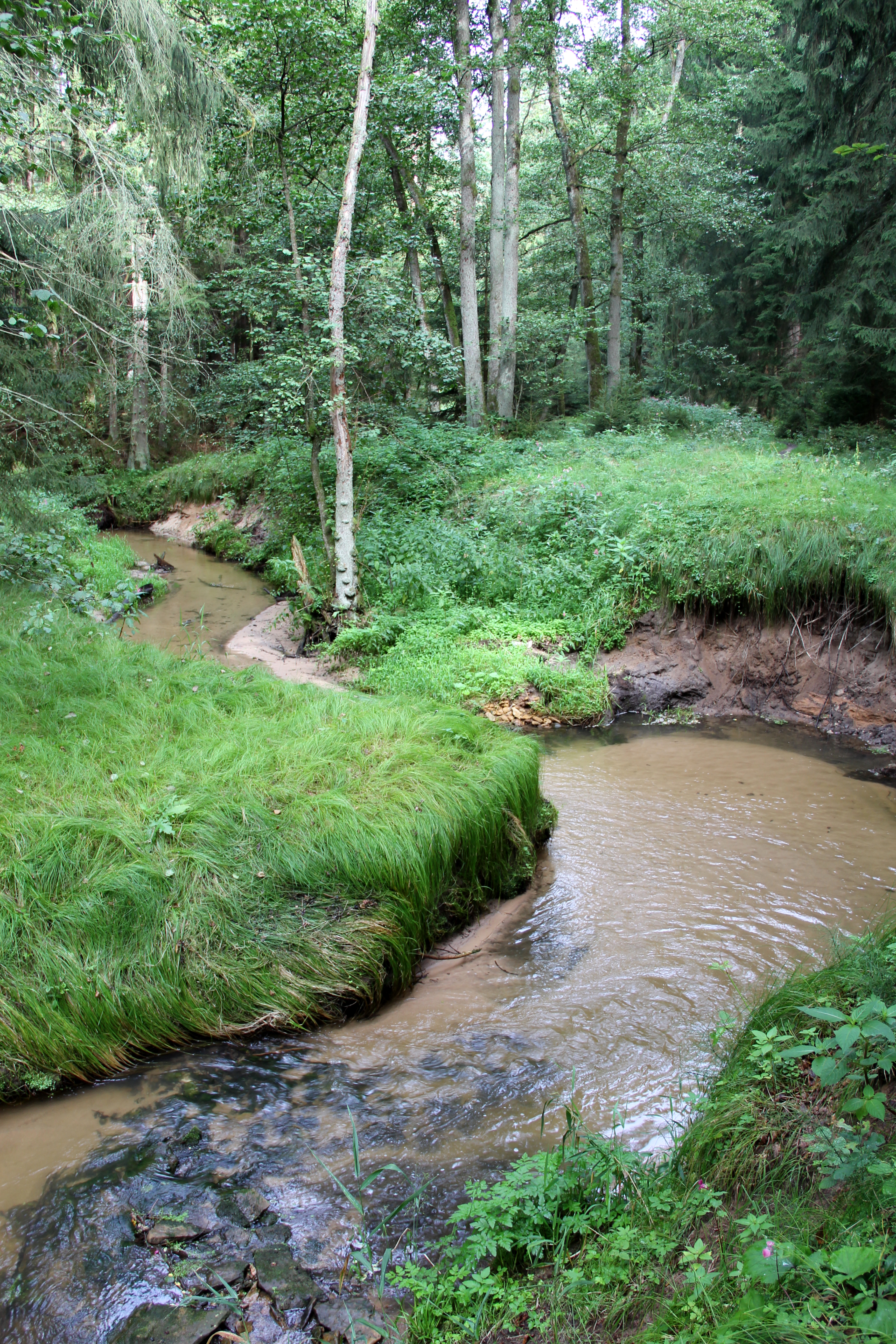
Der Röthenbach bei Ungelstetten
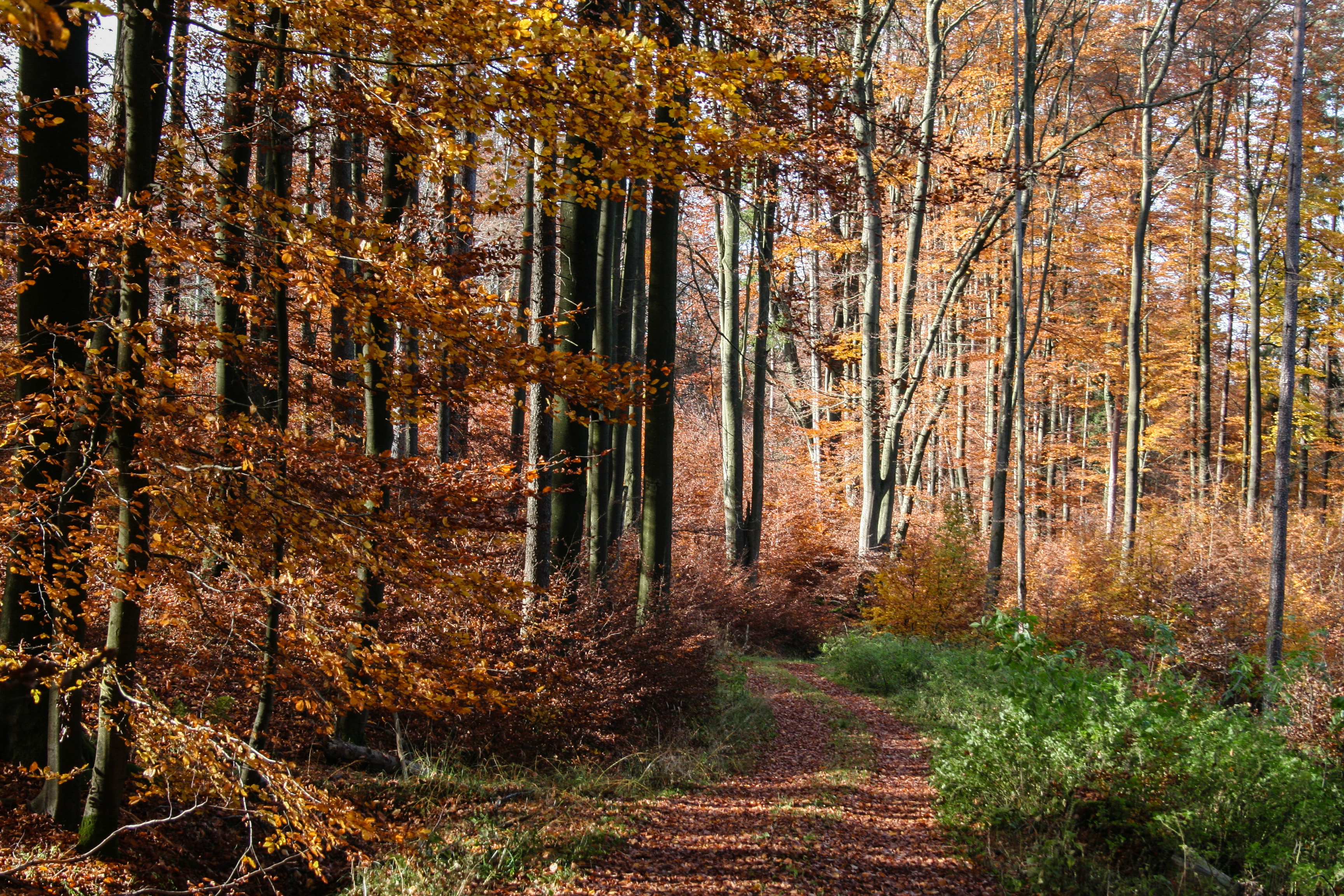
Farbenrausch im Buchenwald bei Weißenbrunn
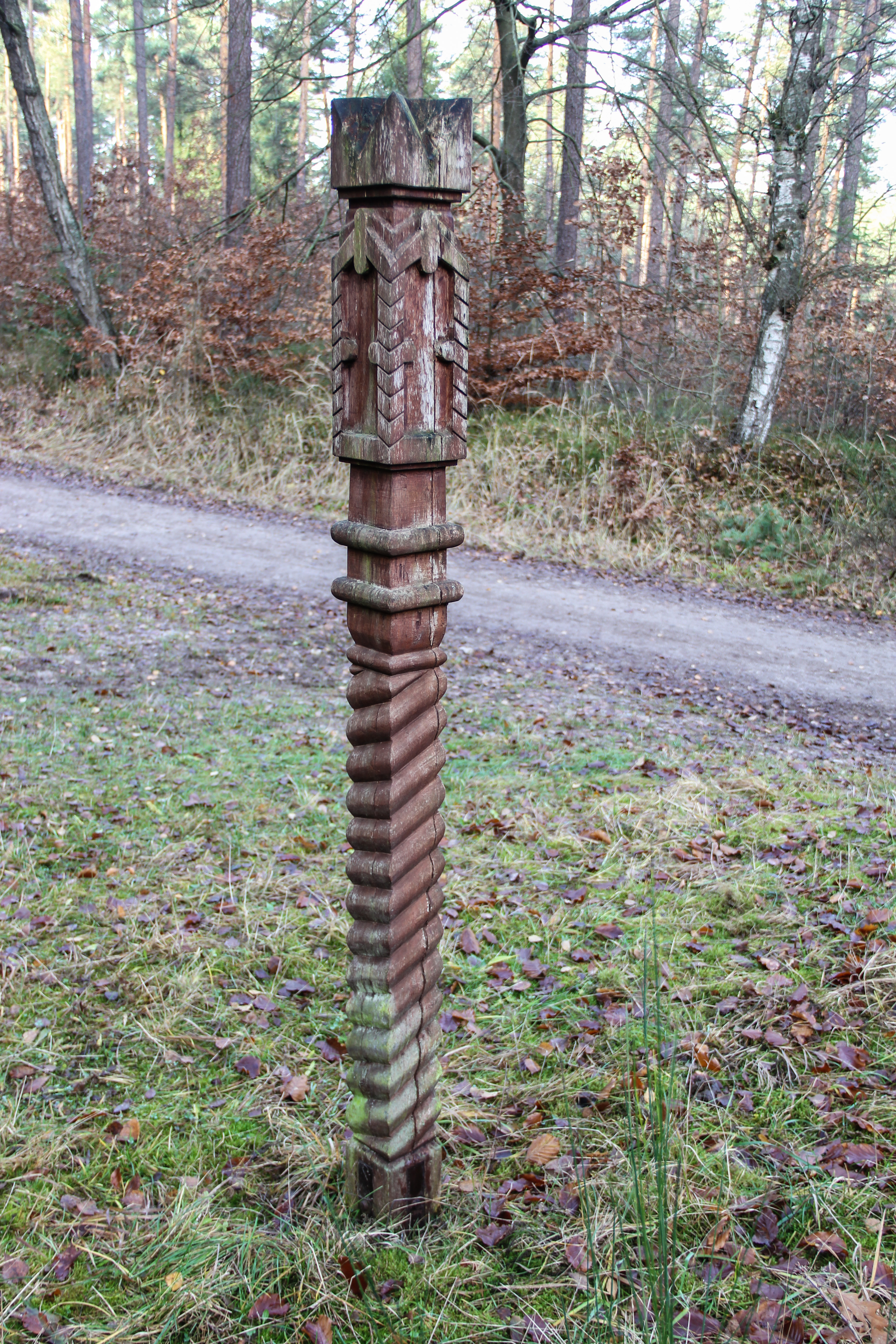
Rote Marter zwischen Ungelstetten un Moosbach
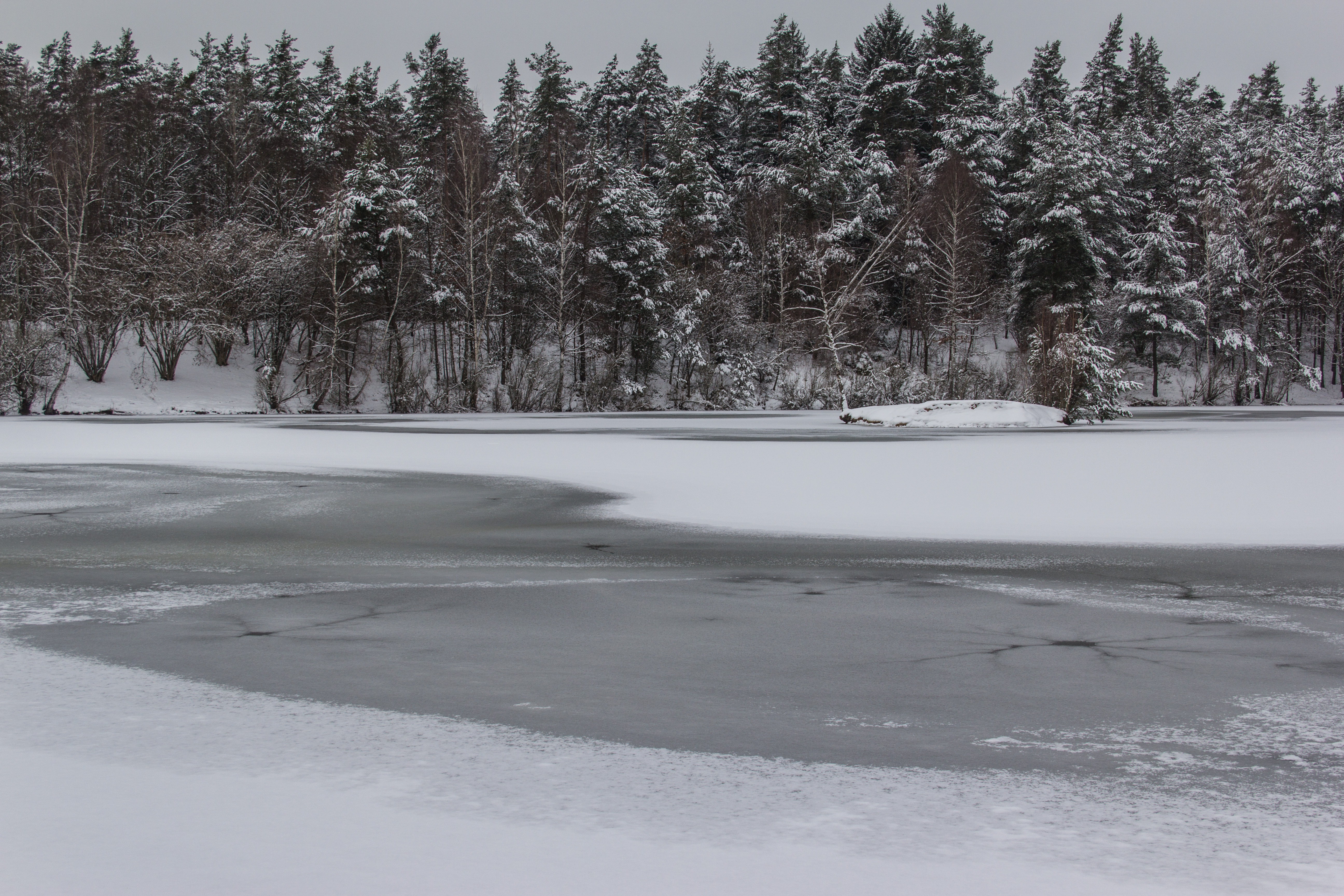
Jägersee im Winter
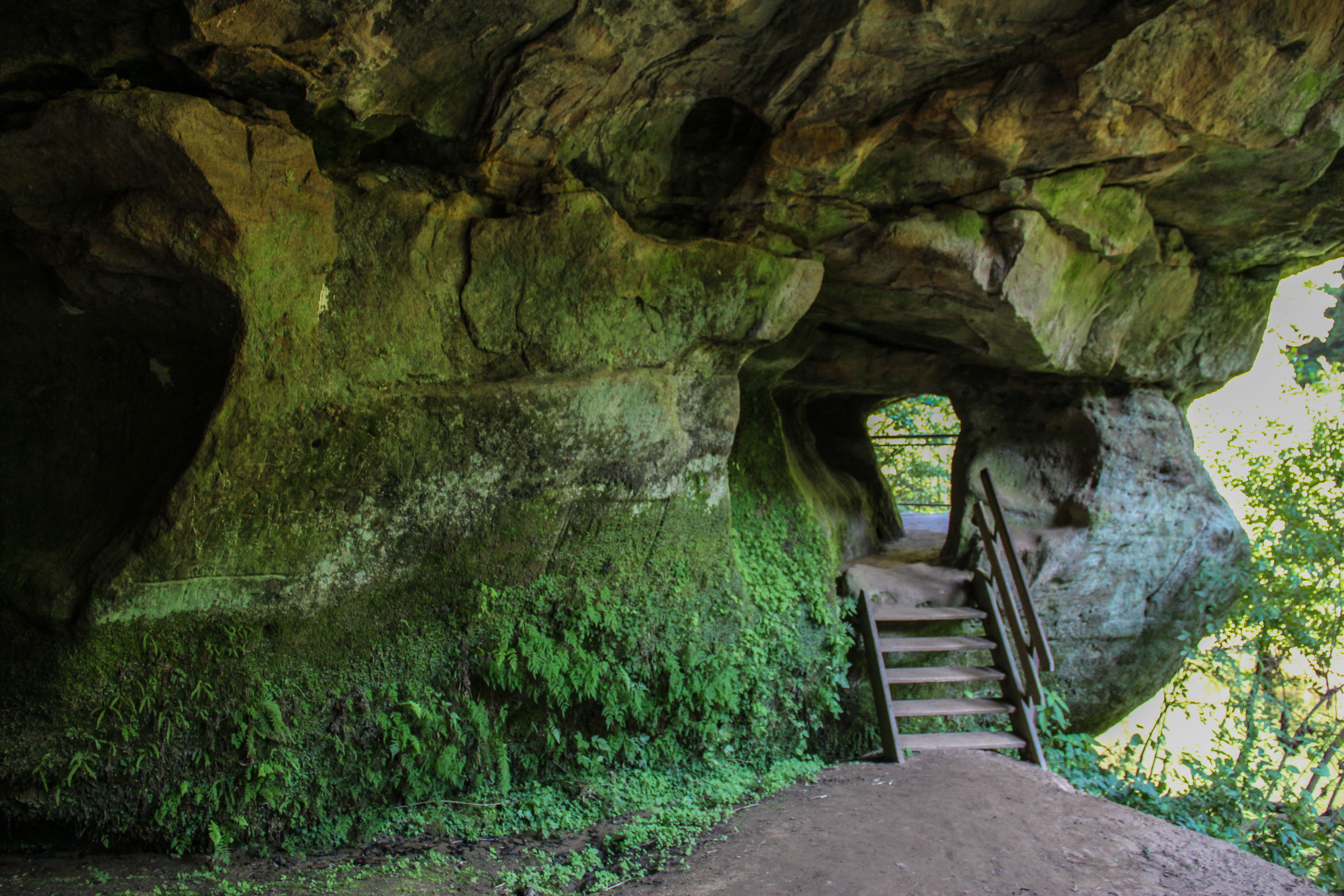
Schwarzachtalschlucht bei Gsteinach
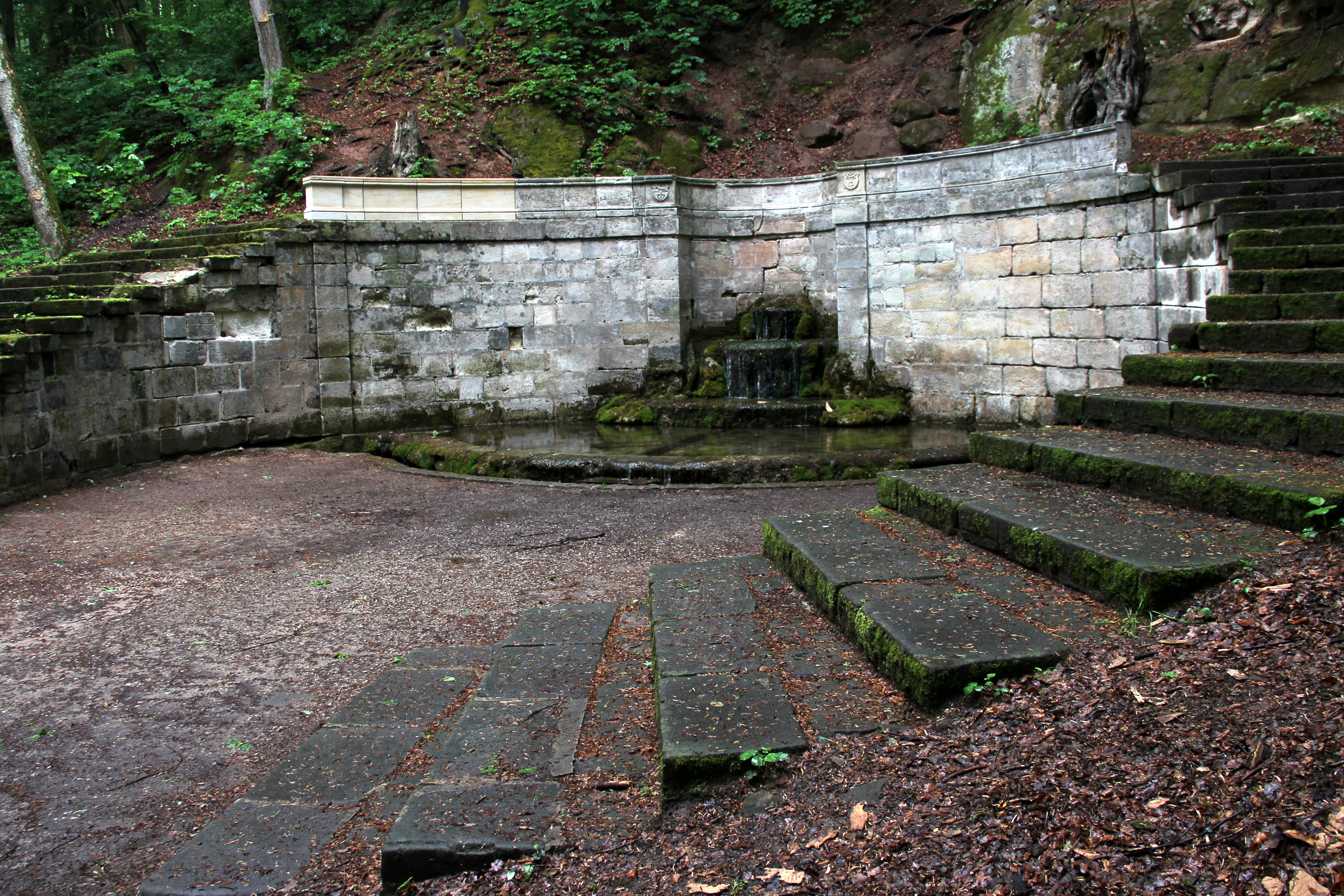
Sophienquelle bei Grünsberg
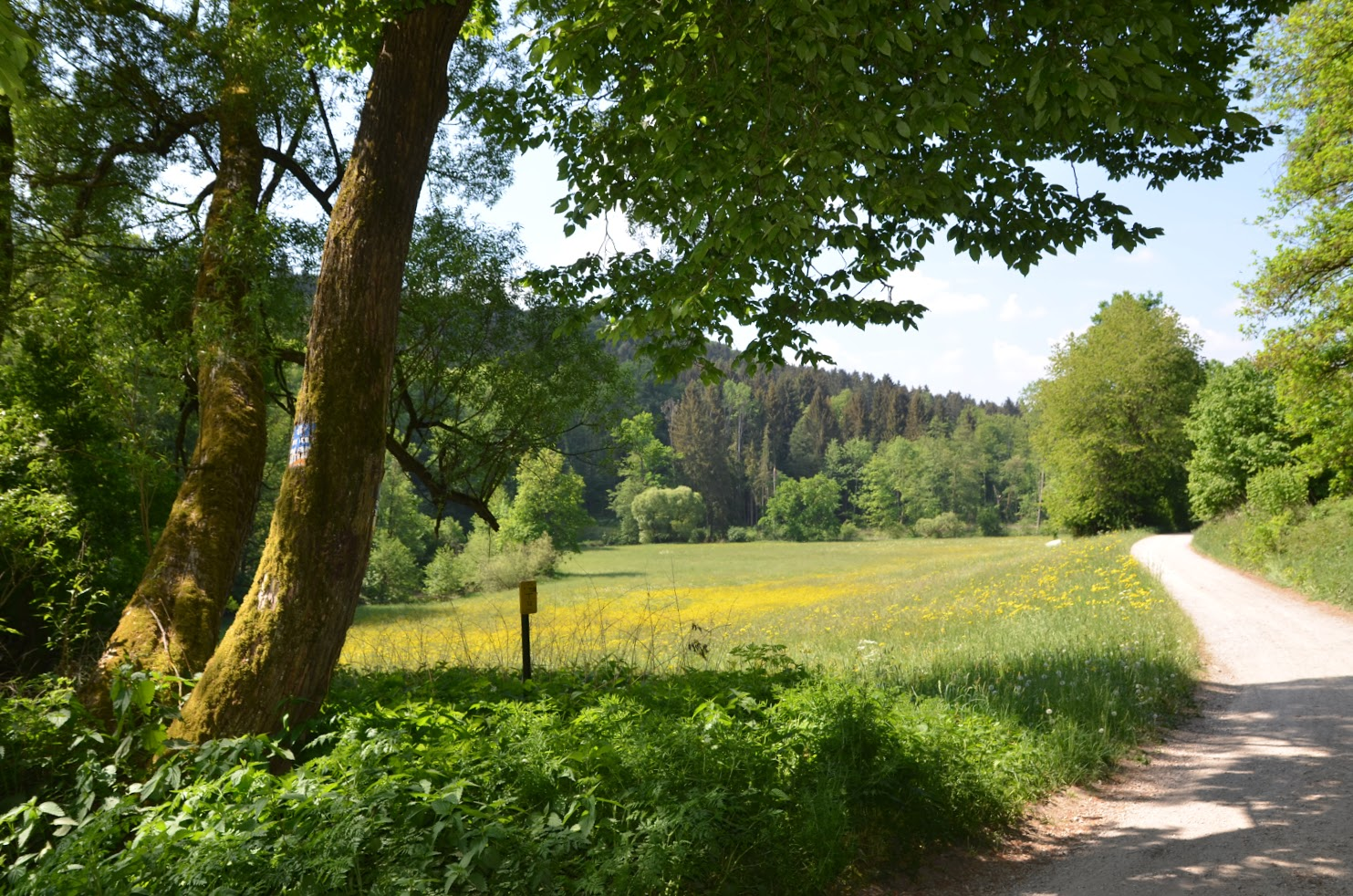
Schwarzachtal zwischen Grünsberg und Prethalmühle